# Якубова, Марьям
Марьям Якубова (узб. Maryam Yoqubova; 1909—1987) — советская узбекская актриса, Народная артистка Узбекской ССР (1955).

## Биография

### Детство
Родилась 19 октября 1909 года в Бухаре. В возрасте 6-7 лет с тётей — певицей и танцовщицей Халирхон Керкиги (родившаяся в г. Керки) — попала на торжества во дворец эмира бухарского, где, понравившись матери эмира, была вынуждена провести при ней более двух лет. Якубова мечтала вернуться домой к матери, и одна из жен эмира устроила ей побег. Но вскоре 32-летняя мать умерла при родах, оставив пятерых детей. Отец уехал, забрав среднего сына, двух братьев отдали в интернат, а 9-летнюю Якубову с младшей сестрой забрала состоятельная тётя в Самарканд. Когда ей исполнилось 12 лет тётя отдала Якубову замуж за дальнего родственника из Шахрисабза, где она была вынуждена батрачить с утра до вечера, чтобы прокормить большую семью мужа. Через два года она сбежала. В 1924 году с группой молодежи из Узбекистана поехала в Москву на учёбу.

### Театральная жизнь
В Москве Якубова училась в Коммунистическом университете трудящихся Востока, а также на частных кинокурсах режиссёра Бориса Чайковского. В 1929 году, вернувшись в Ташкент, была принята в труппу театра им. Хамзы. В 1932 году была направлена на стажировку в театр им. В. Э. Мейерхольда. По возвращении работала в узбекском музыкальном драматическом театре имени Свердлова, где исполняла роли Рузвон (К.Яшен, «Гульсара») и Мехинбону (Хуршид, «Фархад и Ширин»). В 1939 году в связи с реорганизацией театра перешла во вновь созданный театр музыкальной драмы и комедии им. Мукими, где проработала до 1941 года. На сцене этого театра ею были созданы такие образы, как графиня Диана в «Собаке на сене» Лопе де Вега, Коракыз и Сваха во «Влюбленных» Б. Халила. В театре им. Мукими впервые была поставлена бессмертная комедия классика узбекской литературы Хамзы «Проделки Майсары», и Марьям Якубова является первой исполнительницей заглавной роли. В 1941 году Якубова была вновь приглашена в театр имени Хамзы, где проработала до выхода на пенсию. На сцене этого театра ею был создан ряд замечательных образов в пьесах узбекских, русских и зарубежных авторов: Гертруда в «Гамлете», Эмилия и Бьянка в «Отелло», Капулетти в «Ромео и Джульетте» Шекспира, Хонзода в «Бае и батраке», Мастура в «Холисхон» Хамзы, Анна Андреевна в «Ревизоре» Гоголя и множество других. Кино являлось неотъемлемой частью в жизни актрисы. Ойпошшо, сыгранная Марьям Якубовой в фильме Шухрата Аббасова «Об этом говорит вся махалля», и Узбекойим в «Минувших днях» Юлдаша Агзамова вошли в золотой фонд узбекского кино. Эти роли сделали Марьям Якубову одной из самых популярных кинозвёзд республики. Радио также являлось важной составляющей в её жизни. С момента основания узбекского радио актриса активно участвовала в различных передачах — литературно-драматических, юмористических, театральных.
Скончалась 2 февраля 1987 года в Ташкенте, похоронена на центральной аллее Бухарско-еврейского кладбища на массиве Аллон.

## Звания и награды
- орден Красной Звезды
- два ордена «Знак Почёта» (18.03.1959[4] и ?)
- медаль «За трудовое отличие» (1951)[5]
- Народная артистка Узбекской ССР (23.02.1955)[6]
- Почётные Грамоты Президиума Верховного Совета Узбекской ССР

## Творчество

### Роли в театре
- Мать — «Худжум» Вл. Яна, Чулпана (реж - Камал III).
- Холджон, Рокия — «Халима» Г. Зафари.
- Зайнаб — «Арслан» А. Фитрата.
- Дильбар, Юнус Пансад — «Икки коммунист» К. Яшена (реж. М. Уйгур, худ. П. О. Рябчиков).
- Хосият — «Вредители хлопка» У. Исмаилова (реж. О. Г. Девишева, худ. П. О. Рябчиков).
- Шарофат — «Бузуклик армугони».
- 1931 Дуняша — «Приговор» С. Левитиной (реж. В. А. Демсорт, худ. П. О. Рябчиков).
- Скирина — «Принцесса Турандот» Гоцци (реж. В. С. Канцель, Р. Н. Симонов, О. Н. Басов, худ. П. О. Рябчиков).
- Паскуале — «Овечий источник» Лопе де Вега (реж. О. Г. Девишев, худ. А. Романов).
- Жена Тимура — «История заговорила» 3. Сайда, Н. Сафарова (реж. М. Уйгур, Я. Бабаджанов, худ. Г. Л. Лозовский).
- Сен-фур — «Бомбей» Эс. Хабиба (реж. А. Б. Делижев, Б. С. Романовский).

### Узбекский музыкальный театр
- Рузвон — «Гульсаpa» К. Яшена, М. Мухамедова, муз. Т. Джалилова (реж. М. Таджизаде, худ. Ш. Шарахимов).
- Мехин Бану — «Фархад и Ширин» Ш. Хуршида, муз. Т. Джалилова (реж. М. Мухамедов).
- (1936 г., 1937 г. — 2-й, 3-й варианты муз. Т. Джалилова, В. А. Успенского, Г. А. Мушеля, С. П. Цвейфеля; реж. Э. Юнгвальд-Хилькевич, А. Хидоятов, дир. М. Ашрафи, худ. В. Л. Афанасьев).
- Джахан хола, Зебо — «Аршин мал алан» У. Гаджибекова (реж. Ф. А. Ковалев, дир. Н. Н. Миронов, Т. Садыков, худ. Ш. Шарахимов).
- Джанка — «Ер таргын» Е. Г. Брусиловского (реж. Э. Юнгвальд-Хилькевич, дир. М. Ашрафи. худ. В. А. Афанасьев).

### Театр имени Мукими
1939
- Майсара — «Проделки Майсары» Хамзы (пост. М. Миракилова, реж.
- А. Бабаходжаев, дир. М. Л. Полонский, худ. Е. И. Мороз).
- Диана — «Собака на сене» Лопе де Вега (пост. Л. А. Брошкевич, реж. Ф. Умаров, худ. Е. И. Мороз).
- Коракиз, Сваха — «Ошиклар» («Влюбленные») Б. Халила (реж. Ф. Умаров, худ. X. Икрамов).
- Толкичик отын — «Козихона» («Судейская») Г. Гафурова (реж. Ф. Умаров, худ. X. Икрамов).

### Театр имени Хамзы
1941
- Гульджан — «Холисхон» Хамзы (пост. Я. Бабаджанов, худ. X. Икрамов).
- Аристократка — «Человек с ружьем» Н. Погодина (реж Я. Бабаджанов, худ. И. Я. Вальденберг, Д. В. Ушаков).
- Бьянка, Эмилия — «Отелло» Шекспира (реж. М. В. Ладыгин, М. Уйгур, худ. С. М. Миленин).
- Г-жа Пернель, Эльмира — «Тартюф» Мольера (пост. Н. В. Ладыгин, худ. С. М. Миленин).

1942
- Рокия отын - «Хамза» К. Яшена, А. Умари (реж. Я. Бабаджанов, худ. X. Икрамов).
- Настя — «Олеко Дундич» А. Г. Ржешевского, М. Каца (реж. Ш. Каюмов, худ. X. Икрамов)
- Секретарь — «Полет орла» И. Султанова (реж. И. Н. Берсенев, А. Тур-дыев, худ. С. М. Миленин).
- Холджон — «Она» («Мать») Уйгуна (реж. А. Турдыев, худ. X. Икрамов).
- Королева Изабела — «Овечий источник» Лопе де Вега (реж. Ш. Каюмов, худ. И. Я. Вальденберг, Д. В. Ушаков)
- Ойниса — «Рискованная шутка» Уйгуна (реж. А. Турдыев, худ. X. Икрамов)
- Попова — «Медведь» А. П. Чехова (реж. Е. Г. Амонтов)
- Огудалова — «Бесприданница» А. И. Островского (реж. Е. Г. Амонтов, худ. С. М. Миленин).
- Султанбегим — «Джалалетдин» М. Шейхзаде (реж. М. Уйгур, А. Турдыев, С. Алимов, Н. Рахимов, худ. С. М. Миленин).
- Кормилица — «Алишер Навои» Уйгуна, И. Султанова (реж. М. Уйгур, худ. С. М. Миленин).
- Джурахон — «Мухаббат» Ш. Туйгуна (реж. А. Турдыев, худ. X. Икрамов).
- Русская женщина — «Песня жизни» Уйгуна (реж. М. Уйгур, худ. X. Икрамов).
- Забелина — «Кремлёвские куранты» Н. Погодина (реж. П. В. Ладыгин, худ. С. М. Миленин).

1948
- Хонзода, Пошшо-ойим — «Бай и батрак» Хамзы (реж. Я. Бабаджанов, худ. X. Икрамов).
- Арина Пантелеймоновна — «Женитьба» Н. В. Гоголя (пост. Ш. Каюмов, худ. X. Икрамов)

1949
- Фаттихон — «Новбахор» Уйгуна (реж. Д. Абидов, А.Турдыев, худ. X. Икрамов).
- Бека-ойим — «Честь семьи» Г. Мухтарова (реж. М. Уйгур, Н. В. Ладыгин, худ. С. М. Миленин).
- Полозова — «Московский характер» А. Софронова (реж. Н. В. Ладыгин, худ. С. М. Миленин).
- Гертруда — «Гамлет» Шекспира (реж. Н. В. Ладыгин, М. Уйгур, реж. Т. Ходжаев, худ. С. М. Миленин).
- Ишон-ойим — «Хамза» К. Яшена. А. Умари (пост. Я. Бабаджанов, худ. X. Икрамов).
- Фатами — «Из искры» Ш. Дадиани (пост. Н. В. Ладыгин, худ. С. М. Миленин).

1950
- Анна Петровна — «Генерал Рахимов» К. Яшена (реж. Я. Бабаджанов, худ. X. Икрамов).
- Секретарь Ленина — «Незабываемый 1919-й» Вс. Вишневского (реж. Н. В. Ладыгин, худ. X. Икрамов).
- Холнисо — «Янги ер» А. Каххара (реж. Я. Бабаджанов, худ. X. Икрамов).

1951
- Гульчехра — «Заря Востока» Н. Сафарова (реж. Я. Бабаджанов, худ. С. М. Миленин).
- Рудакова — «Хикмат» Туйгуна (реж. Т. Ходжаева, худ. X. Икрамов).
- Капулетти — «Ромео и Джульетта» Шекспира (реж. А. О. Гинзбург, худ. И. Я. Вальденберг, Д. В. Ушаков).3,,

1952
- Анна Андреевна — «Ревизор» Н. В. Гоголя (реж. и худ. А. О. Гинзбург).
- Рашель — «Васса Железнова» М.Горького (реж. Р. Батыров, худ. С. М. Миленин).
- Баронесса — «Любовь Яровая» Тренева (реж. А. О. Гинзбург, М. Уйгур, худ. С. М. Миленин, X. Икрамов).
- Кормилица — «Легенда о любви» Н. Хикмета (реж. А. О. Гинзбург, М. Уйгур, худ. С. М. Миленин, X. Икрамов).
- Тургуной — «Священная кровь» Айбека, инсц. Т. Ходжаева (реж. Т. Ходжаев, худ. X. Икрамов).
- Ферхундэ — «Первый день праздника» Н. Хикмета (реж. Т. Ходжаев, худ. X. Икрамов).

1955
- Феклуша — «Гроза» Островского (реж. А. О. Гинзбург, худ. С. М. Миленин).
- Малика — «Настоящая любовь» А. Якубова (реж. Т. Ходжаев, худ. X. Икрамов).

1956
- Колокольникова — «Персональное дело» А. Штейна (реж. Т. Ходжаев, худ. С. М. Миленин).
- Мастура — «Холисхон» Хамзы Хаким-заде Ниязи (реж. Ш. Магзумова, худ. X. Икрамов).
- Хеменкори, Нобинкали — «Дочь Ганга» А. Гинзбурга, инсц. романа Р. Тагора «Крушение» (реж. А. О. Гинзбург, худ. X. Икрамов).
- Насима — «Ходжи эфенди женится» М. Камала (реж. А. Турдыев, худ. X. Икрамов).
- Хуснихола — «Алжир, родина моя!» А. Гинзбурга, инсц. романа М. Диба «Большой дом» (реж. А. О. Гинзбург, худ. X. Икрамов).
- Очилхон — «Хуррият» Уйгуна (реж. Т. Ходжаев, худ. В. А. Рыфтин).
- Войницкая — «Дядя Ваня» Чехова (реж. И. В. Радун, худ. С. М. Миленин).

1962
- Анна Ивановна — «Черные птицы» Погодина (реж. А. О. Гинзбург, худ. Г. Э. Юнгвальд-Хилькевич).
- Тетя Люба — «Хозяин» Соболева (реж. А. Кабулов, худ. Г. Э. Юнгвальд-Хилькевич).
- 1963 «Намус» — Ширванзаде.

Составитель — кандидат искусствоведения В. П. Дьяченко

### Роли в кино
- 1925 — Инородка — «Ледяной дом». Кинофабрика «Межрабпом-Русь»[7].
- 1934 — Журналистка — «Родные». Кипопоезд им. Ворошилова, реж. Пиотровский.
- 1934 — Дама Треф- «Дама Треф». Кипопоезд им. Ворошилова, реж. Пиотровский.
- 1953 — Хонзода — «Бай и батрак». Киностудия «Узбекфильм», реж. Л. Файзиев.
- 1954 — Адылова — «Новоселье». Киностудия «Узбекфильм», реж. А. Бек-Назаров.
- 1955 — Судья — «Сестры Рахмановы». Киностудия «Узбекфильм», реж. К. Ярматов.
- 1956 — эпизод «Священная кровь». Киностудия «Узбекфильм», реж. Л. Файзиев.
- 1958 — «Очарован тобой» Дама с зонтиком — «Очарован тобой». Киностудия «Узбекфильм», реж. Ю. Агзамов.
- 1960 — Ойпошшо — «Об этом говорит вся махалля». Киностудия «Узбекфильм», реж. Ш. Аббасов.
- 1961 — Нобинкали — «Дочь Ганга». Киностудия «Узбекфильм», реж. X. Ахмедов,
- 1963 — Замира — «Любит — не любит?». Киностудия «Таджикфильм», реж. А. Хамраев.
- 1964 — Турсунова — «Трудный путь». Киностудия «Узбекфильм», реж. X. Ахмеров.
- 1964 — эпизод «Звезда Улугбека». Киностудия «Узбекфильм», реж. Л. Файзиев.
- 1965 — Мать — «Прозрение». Киностудия «Узбекфильм», реж. Ш. Аббасов.
- 1968 — посетительница музея — «Сыны Отечества». Киностудия «Узбекфильм», реж. Л. Файзиев.
- 1969 — Малохат — «Белый рояль». Киностудия «Таджикфильм», реж. М. Махмудов.
- 1969 — Узбек-ойим — «Минувшие дни». Киностудия «Узбекфильм», реж. Ю. Агзамов.
- 1969 — Майсара — «Проделки Майсары». Студия «Узбектелефильм».
- 1978 — Директор гостиницы. — «Стрельба дуплетом». Киностудия «Таджикфильм», реж. М. Арипов.
- 1978 — Жена полицейского — «Огненные дороги». Киностудия «Узбекфильм», реж. Ш. Аббасов.
- 1981 — Марьям-ana — «Три дня и два года». Киностудия «Узбектелефильм», реж. С. Ахмедходжаев.
- 1984 — Бабушка — «Невеста из Вуадиля». Киностудия «Узбекфильм».

## Память
- В честь Марьям Якубовой названа одна из улиц г. Ташкента но в 2013 улица была переименована на Богсарой.
- Её имя носит средняя школа № 9 г. Бухара
- Раз в пять лет проводится выставка её семейных реликвий в музее.